# 303 Josephina
A 303 Josephina a Naprendszer kisbolygóövében található aszteroida. Elia Millosevich fedezte fel 1891. február 12-én.